# ناحیه اولف
ناحیه أولف (به عربی: دائرة أولف) یک ناحیه در الجزایر است که در استان ادرار واقع شده‌است.

## خصوصیات
ناحیه أولف ۵۴٬۹۰۹ نفر جمعیت دارد و ۳۰۱ متر بالاتر از سطح دریا واقع شده‌است.

## کومونه‌ها
این ناحیه به ۴کومونه تقسیم می‌شود:
- أولف
- اقبلی
- تمقتن
- تیت